# Wysoka (powiat międzyrzecki)
Wysoka (niem. Hochwalde) – wieś w Polsce położona w województwie lubuskim, w powiecie międzyrzeckim, w gminie Międzyrzecz.
Wieś duchowna, własność opata cystersów w Paradyżu pod koniec XVI wieku leżała w powiecie poznańskim województwa poznańskiego. W latach 1975–1998 miejscowość należała administracyjnie do województwa gorzowskiego.

## Historia
Wieś wzmiankowana po raz pierwszy w dokumencie fundacyjnym klasztoru cystersów w Paradyżu w roku 1257. Do dóbr klasztornych należała do 1810 roku. 
Zdobycie miejscowości w styczniu 1945
29 stycznia 1945 roku około godziny 23 do wsi od strony Kaławy wjechała 44 BPanc. Gw. płk. Iosifa Gusakowskiego oraz 1454 Pułk Art. Panc. płk. Mielnikowa. Na czele jechał 3 batalion czołgów majora Aleksieja Aleksiejewicza Karabanowa. Na skraju wsi rozpoczęły się walki z niemiecką piechotą i położonym w pobliżu obiektem Pz.W. 775. Czołgi ogniem z dział obezwładniły strzelnice kopuł a fizylierzy i saperzy oczyścili przedpole, po czym wdarli się na strop obiektu i obrzucili strzelnice ładunkami. Dowódca Pz.W. 775, SS Oberscharführer Andreas Mark von Kleiner podjął decyzję, by wysadzić obiekt w powietrze wraz z załogą, co też uczyniono w głównym korytarzu obiektu. Przyniesiono kilka skrzyń z amunicją ppanc. z garażu dla działa i zdetonowano granatami. Większość załogi (Volkssturm) nie wiedziała o czekającym ich losie. Fizylierzy po wdarciu się do wnętrza znaleźli kilkanaście trupów i rannych, którym nie udzielono pomocy. Rosjanie w walce nie stracili żadnego czołgu, natomiast zginął dowodząc z otwartego włazu A.A. Karabanow, którego pomnik stoi obecnie w centrum wsi. Kolumna czołgów, która właśnie przełamała słynny Międzyrzecki Rejon Umocniony, ruszyła przez Zarzyń w stronę Małuszowa. Tymczasem ze schronu wyszli ranni volksturmiści, Heinrich Bergmann z Pomorza oraz miejscowy elektryk Richard Lintmeyer, których opatrzono we wsi. Doczekali oni akcji „Wisła”. R. Lintmeyer po 1989 roku wielokrotnie przyjeżdżał do rodzinnej wsi. Corocznie 30 stycznia we wsi odbywają się uroczystości.

## Zabytki
Do wojewódzkiego rejestru zabytków wpisane są:
- kościół pod wezwaniem św. Barbary, szachulcowy, wybudowany w latach 1733-1738. Barokowy, salowy nakryty drewnianym stropem. Wyposażenie wnętrza barokowe
- obiekty Międzyrzeckiego Rejonu Umocnionego, z lat 1934–1945, dec. → Międzyrzecz, Centralny Odcinek MRU:
  - schron bojowy, fortyfikacyjny Pz.W. 775, położony na północnym skraju wioski przy drodze na Pieski

inne obiekty:
- pomnik poświęcony majorowi Armii Czerwonej A. A. Karabanowowi, który zginął w czasie walk w Wysokiej, pośmiertnie odznaczony Złotą Gwiazdą i tytułem „Bohater Związku Radzieckiego”.